# جیمز داونی
جیمز داونی (انگلیسی: James Downie؛ زادهٔ) بازیکن فوتبال است.
از باشگاه‌هایی که در آن بازی کرده‌است می‌توان به باشگاه فوتبال پورت ویل و باشگاه فوتبال بلکبرن روورز اشاره کرد.